# Río Caroní
Il Rio Caroní è il secondo fiume per importanza del Venezuela, dopo l'Orinoco. Ha una lunghezza complessiva di 952 km; nasce dal Tepui Kukenán e sfocia nell'Orinoco nelle vicinanze di Ciudad Guayana.

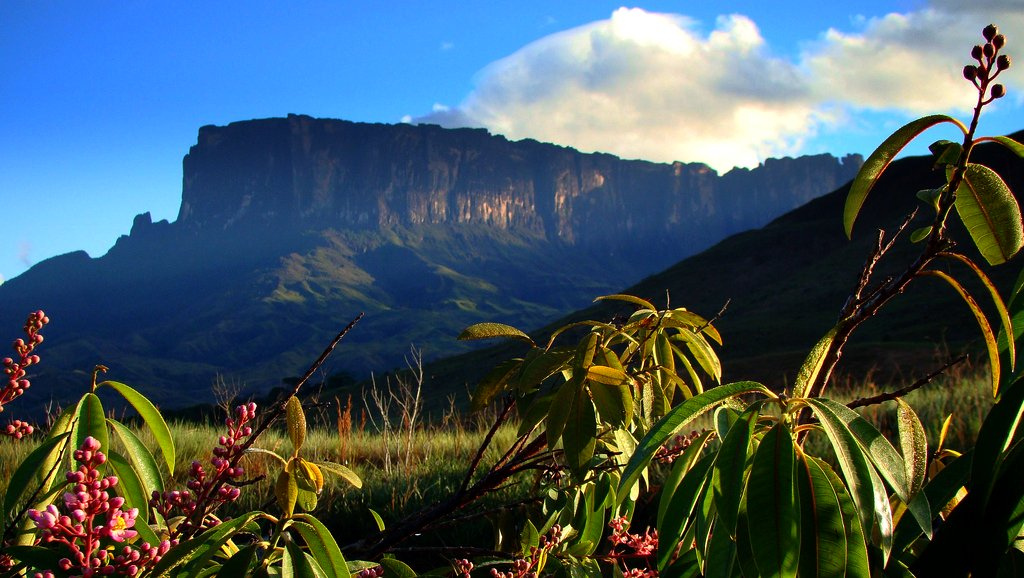
Tepui Kukenán